# Man vs. Machine
Man Vs. Machine es el cuarto álbum del rapero Xzibit, lanzado en 2002. 

## Lista de canciones
1. Release Date
2. Symphony In X Major
3. Multiply
4. Break Yourself
5. Hearts of Men
6. Harder
7. Paul
8. Choke Me, Spank Me (Pull My Hair)
9. Losin' Your Mind
10. BK to La
11. Say My Name (feat Eminem & Nate Dogg)
12. The Gambler
13. Missin' U
14. Right On
15. Bitch Ass Niggaz
16. Enemies
17. My Life, My World
18. What a Mess
19. (Hit U) Where It Hurts